# Abrunhosa-a-Velha
Abrunhosa-a-Velha es una freguesia portuguesa del concelho de Mangualde, en el distrito de Viseu con 17,38 km² de superficie y 563 habitantes (2011).  Su densidad de población es de 32,4 hab/km².
Abrunhosa perteneció históricamente al antiguo municipio de Tavares, del que se desgajó en el siglo XVII, junto con la localidad de Vila Mendo, para formar un concelho independiente que llevaba el contradictorio nombre de Vila Nova de Abrunhosa a Velha. Esta situación de autonomía duró hasta principios del siglo XIX, volviendo entonces Abrunhosa a integrarse como freguesia del concelho de Tavares. Extinguido este en 1853, Abrunhosa, como el resto del antiguo municipio, quedó definitivamente integrada en el de Mangualde, del que ocupa el extremo suroriental.
En el patrimonio histórico-artístico de la freguesia cabe destacar el pelourinho, símbolo de la antigua autonomía municipal.